# 平岡みなみ
平岡 みなみ（ひらおか みなみ、2月16日 - ）は、日本の女優、声優、歌手。兵庫県出身。プロダクション・エース所属。

## 略歴
2017年3月にプロダクション・エースに入所、2018年12月22日よりアニ☆ゆめprojectに正式加入。

## 人物
特技はヘアアレンジ、お菓子作り、早起き。
趣味はアクセサリー作り、一輪車、水族館巡り、アイスを食べること。イメージカラーはオフホワイトで、自分を動物に例えると「こぐま」。
配信アプリREALITYにて定期的に配信している。
2023年10月より、バーチャルライバープロダクションMe2(ミーツ)にも所属しており、同月22日に開催された「『Me2』ご挨拶記念！目指せリアルライブ！」に参加し、トークや歌を披露した。

## 出演

### テレビアニメ
- RobiHachi（2019年、女）
- デート・ア・ライブV（2024年、岡峰美紀恵）

### ゲーム
- ガールズリボーン（リリス、トール）
- WAR OF BRAINS（宿世の伝道師ジェイク、希望の正義 チセ&ラポ、希望の使者Ｔ・カレン）
- フリージング エクステンション（カンナヅキ・ミヤビ、キム・ユミ、チェ・ウンユ、リセル）
- 帝国戦記（ネフティス）[4]

### 吹き替え

#### アニメ
- デンジャラス・ブック ～少年たちの危険な本～（サム）

### YouTube
- エンスタ（エンタメキュレーター（後輩））

### その他コンテンツ
- 御室ムスメ（国分妃宝）